# Pectocera holzschuhi
Pectocera holzschuhi là một loài bọ cánh cứng trong họ Elateridae. Loài này được Schimmel miêu tả khoa học năm 1994.